# Hans Erlwein

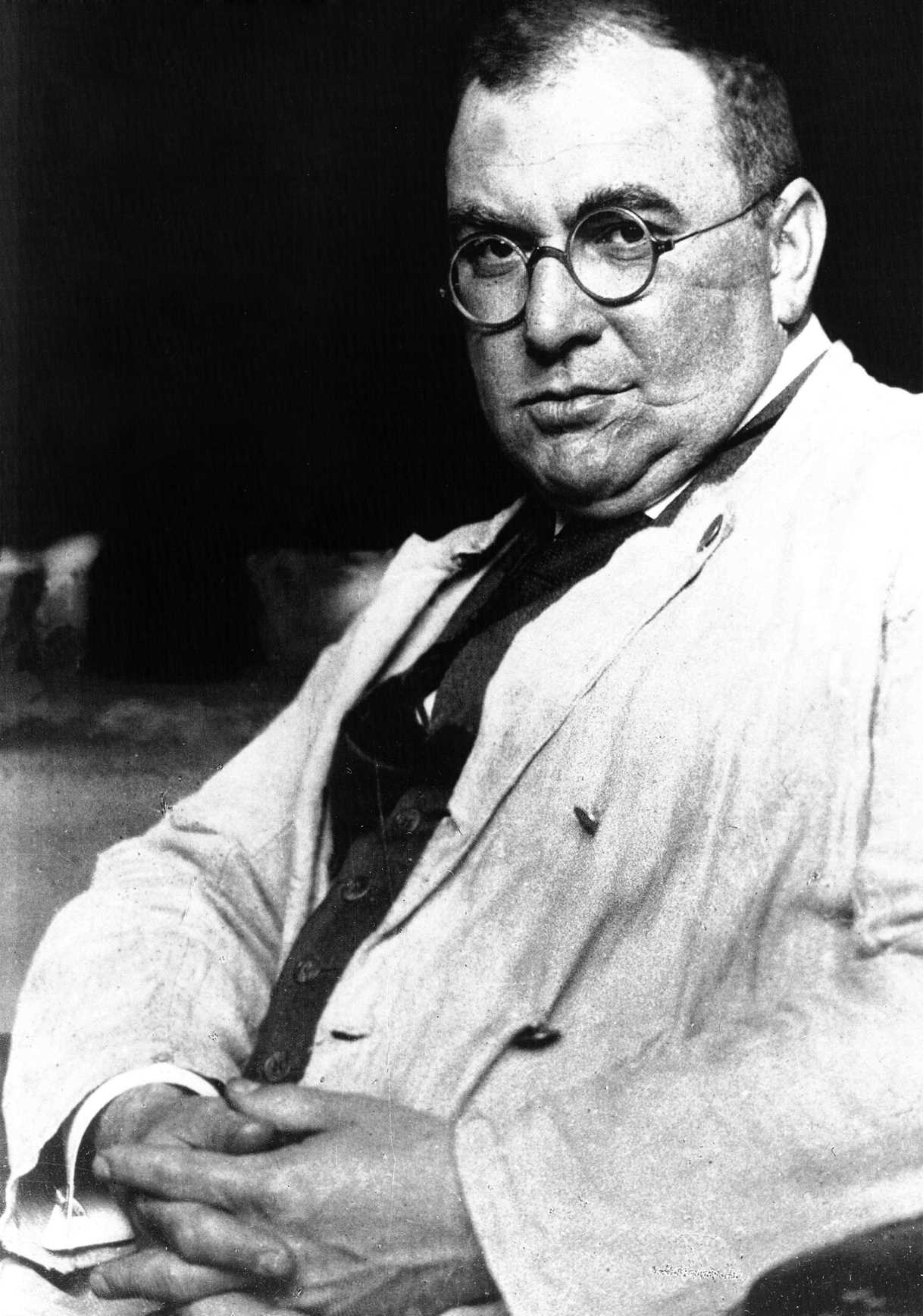
Hans Erlwein (1872–1914)

Hans Erlwein (* 13. Juni 1872 in Bayerisch Gmain, Bezirksamt Berchtesgaden; † 9. Oktober 1914 in Amagne-Lucquy bei Rethel in den Ardennen; vollständiger Name: Johann Jakob Erlwein) war ein deutscher Architekt und kommunaler Baubeamter. Er war von 1905 bis zu seinem Tod Stadtbaurat von Dresden. In dieser Zeit entwarf und plante er zahlreiche öffentliche Gebäude, teils in historistischen Stilen, teils im Reform- oder Heimatschutzstil. Zu seinen bekanntesten Werken gehören der Städtische Vieh- und Schlachthof, die Gaststätte „Italienisches Dörfchen“ sowie der sogenannte Erlweinspeicher.

## Leben und Wirken
Hans Erlwein war der Sohn des Hoteliers Johann Jakob Erlwein und seiner Frau Elise. Der Elektrotechniker und -chemiker Georg Erlwein (1863–1945) war sein Vetter. Hans Erlwein studierte von 1893 bis 1896 Architektur an der Technischen Hochschule in München. Er unternahm einige Studienreisen und war nach dem Studium zuerst bei den Königlich Bayerischen Staatseisenbahnen, als Bauassessor beim Landbauamt Amberg, als Regierungsbauführer in der bayerischen Militärverwaltung tätig. Trotz seines jungen Alters und seiner damals noch geringen Erfahrung wurde er 1898 zum Stadtbaurat von Bamberg ernannt. Erst im Jahr darauf legte er das praktische Regierungsbaumeisterexamen ab. Im selben Jahr heiratete er Marie Hirsch, mit der er eine Tochter hatte.
Am 17. November 1904 wechselte er als Stadtbaurat nach Dresden und übernahm dort im Februar 1905 zusätzlich die Leitung des Hochbauamtes, womit er auch dem Dresdner Magistrat angehörte. Im gesellschaftlichen Leben der Stadt spielte Erlwein eine einflussreiche Rolle als Vorsitzender des Hochbauausschusses, des städtischen Kunstausschusses, als Mitglied des Dresdner Philistervereins (AHSC) und des Ausschusses zur Förderung des Dresdner Hochschulwesens.

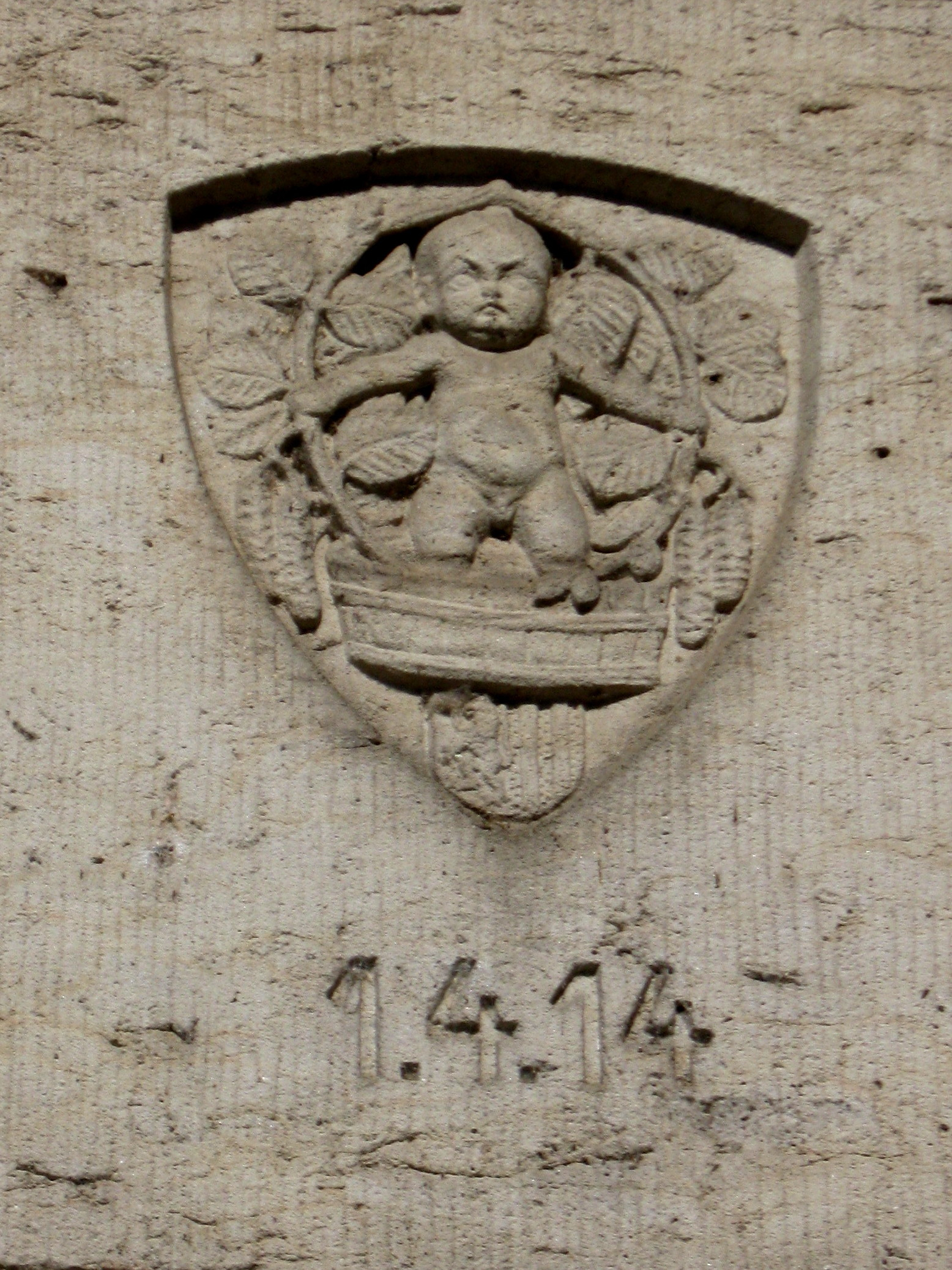
Signatur von Hans Erlwein am Stadthaus Johannstadt (heute Sparkasse)

Sein künstlerischer Grundsatz lautete:

„Ehre das überlieferte Gute und schaffe aus ihm Neues. Was aus der Luft geboren werden soll, wird niemals gut und neu.“

Auch aufgrund von Streitigkeiten über die Urheberschaft der Gebäude aus seiner Bamberger Schaffenszeit signierte er in Dresden viele seiner Gebäude mit einer kleinen Reliefplastik in Form eines Wappens mit einem in einer Weinkelter stehenden Knaben mit Erlenzweigen (Namenssymbol). Städtische Gebäude in Dresden enthielten häufig auch in dieser Signatur das Dresdner Wappen und gelegentlich das Jahr der Fertigstellung oder Einweihung. Vermutlich durch Renovierungen ist diese Signatur an einigen Gebäuden, wie der Feuerwache Neustadt oder dem Romain-Rolland-Gymnasium, verloren gegangen.
Erlwein starb wenige Wochen nach Beginn des Ersten Weltkriegs während eines privat organisierten Transports von Kleidung, Lebensmitteln und anderen Geschenken für die deutschen Soldaten an der Westfront bei einem Autounfall. Sein Grab befindet sich auf dem Soldatenfriedhof Noyers-Pont-Maugis.

## Auszeichnungen
Erlwein wurde im Herbst 1905 – mit bayerischer Staatsbürgerschaft und seit einigen Monaten in Sachsen tätig – mit dem preußischen Roten Adler-Orden IV. Klasse ausgezeichnet. 1910 berief ihn die Technische Hochschule Dresden zum Honorarprofessor.
In der Dresdner Südvorstadt wurde 1929 eine Straße nach Erlwein benannt, ebenfalls ist das Hans-Erlwein-Gymnasium nach ihm benannt. Im Ostragehege trug das Erlwein-Forum bis zur Umbenennung ebenfalls seinen Namen.

## Mitgliedschaften
Erlwein war Mitglied des Corps Germania München, der Dresdner Freimaurerloge Zu den drei Schwertern und Asträa zur grünenden Raute sowie der Bamberger Loge Zur Verbrüderung an der Regnitz.
Er war Gründungsmitglied der Dresdner Künstlervereinigung Die Zunft. Weiterhin war er Vorstandsmitglied im Dürerbund und er gehörte dem Deutschen Werkbund sowie dem Gewerbe-Verein zu Dresden an.

## Werk
In den knapp zehn Jahren seiner Tätigkeit als Stadtbaurat in Dresden entstanden unter seiner Leitung etwa 150 Gebäude, die wesentlich das neuzeitliche Stadtbild prägten. „Zweckmäßigkeit, Klarheit, Schlichtheit, Gliederung des Aufbaus und der Einordnung in die Umgebung“ sowie Anlehnung an die örtliche Bautradition zeichneten seine Entwürfe aus, mit denen er den Historismus der vergangenen Jahre überwand. Dabei gelang es ihm, auch jüngere bildende Künstler (z. B. den Bildhauer Georg Wrba sowie die Maler Otto Gussmann und Paul Rößler) zur Gestaltung der Bauwerke als Gesamtkunstwerke einzubeziehen.

### Bauten und Entwürfe
- 1899–1901: „Prinzregent-Luitpold-Schule“ (heutige Luitpoldgrundschule) in Bamberg, Memmelsdorfer Straße[11]
- 1899: Forsthaus in Weipelsdorf[12]
- 1901: Umbau und Erweiterung des Städtischen Krankenhauses (heutiges Stadtarchiv) in Bamberg, Untere Sandstraße[13]
- 1901–1902: Städtisches Elektrizitätswerk (heutige Volkshochschule) in Bamberg, Tränkgasse[14]
- 1902: neuer Städtischer Vieh- und Schlachthof in Bamberg, Lichtenhaidestraße
- 1903–1913: Corpshaus des Corps Baruthia in Erlangen[15][16]
- 1904: Bedürfnisanstalt an der Promenade, Bamberg[17]

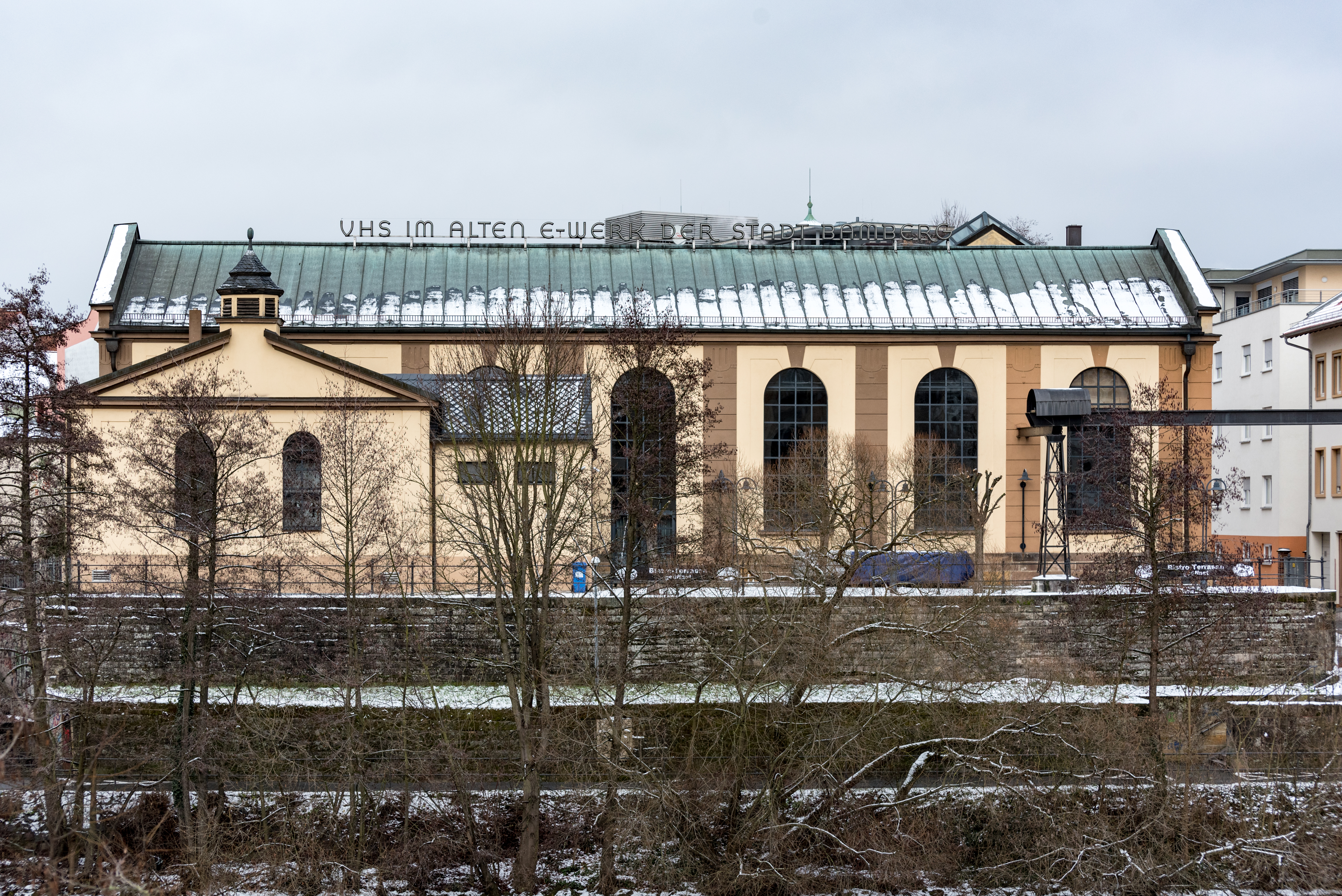
Volkshochschule im alten E-Werk Bamberg
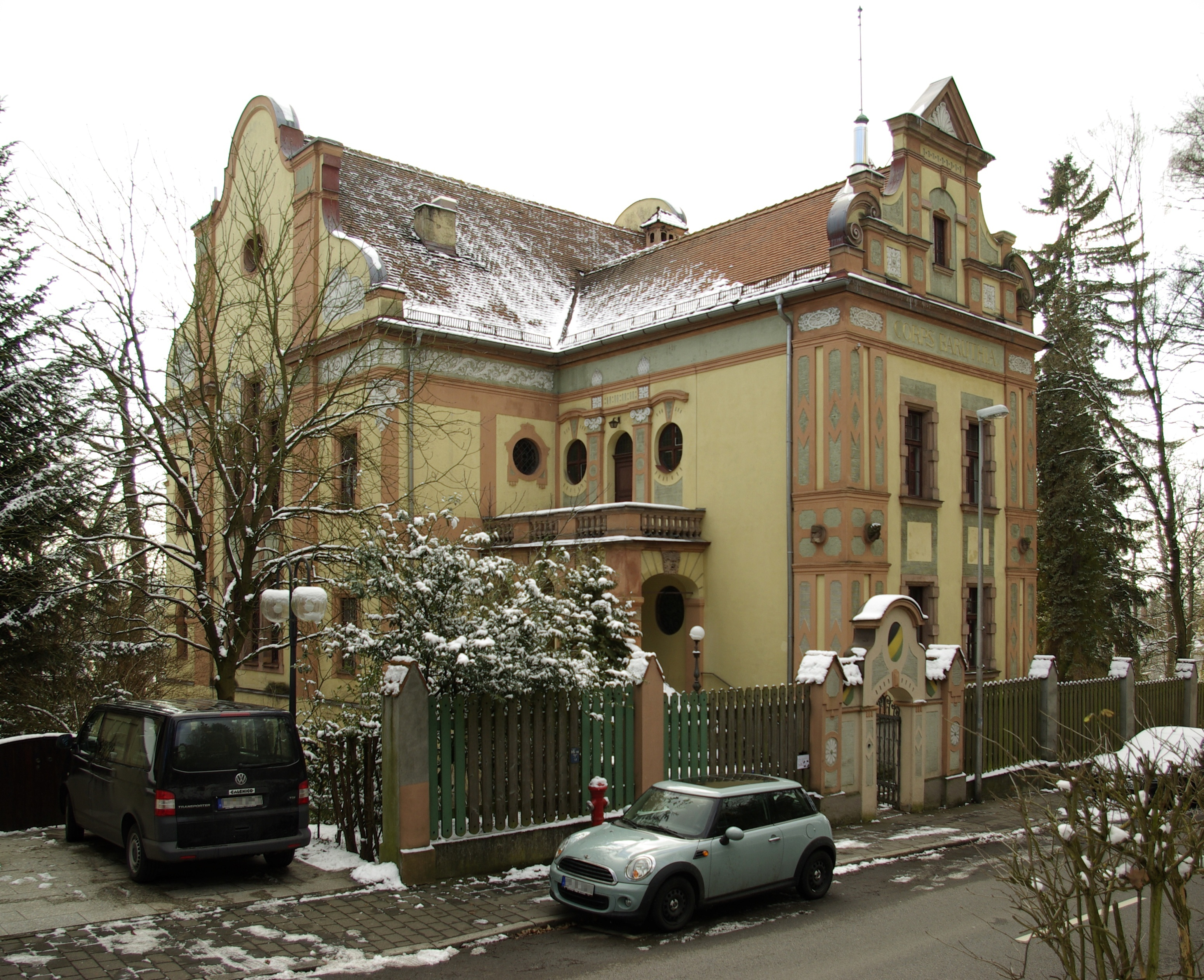
Haus des Corps Baruthia Erlangen
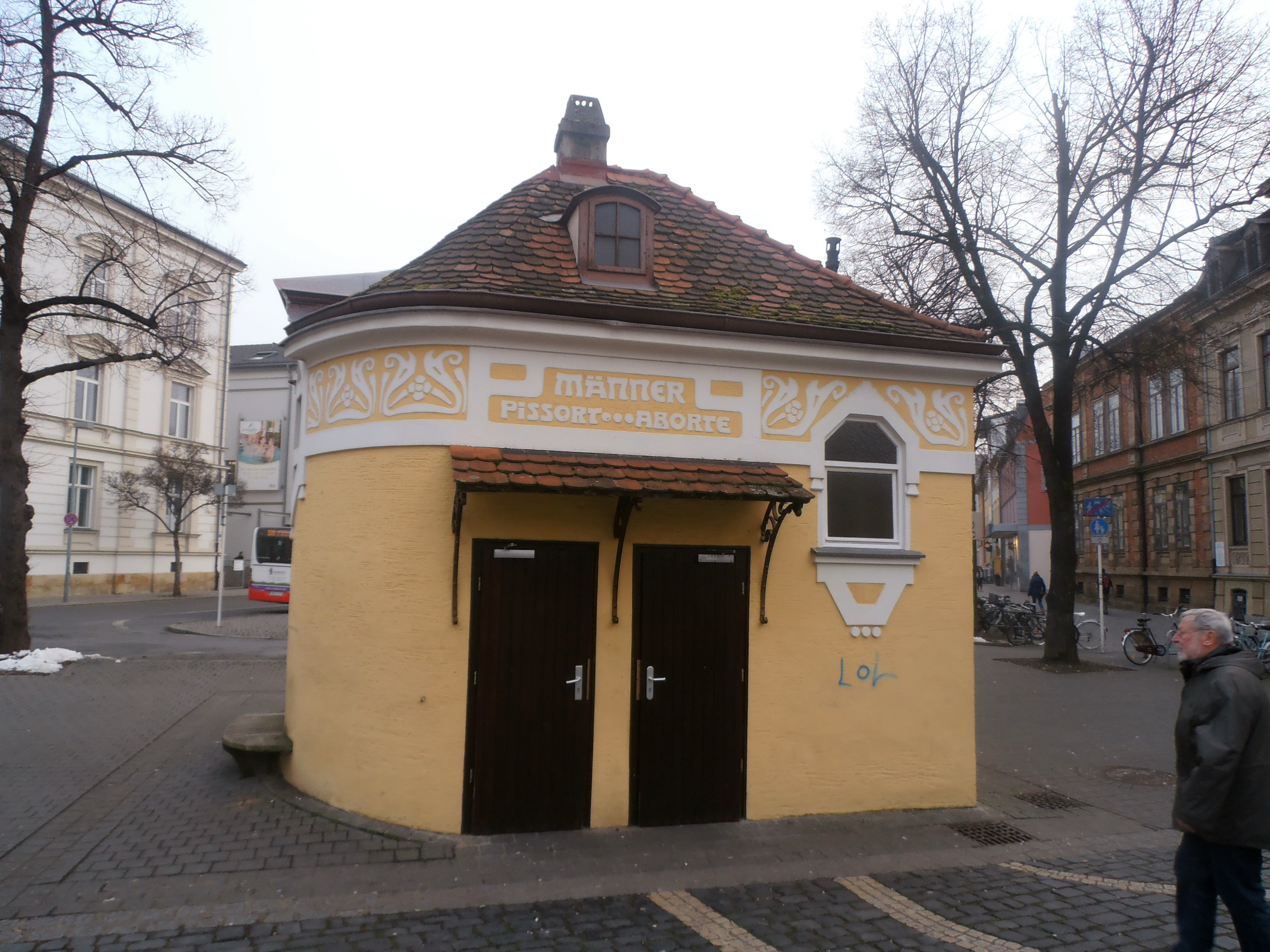
Toilettenhäuschen auf der Promenade in Bamberg

- 1903–1911: Gymnasium Dresden-Cotta, Cossebauder Straße
- 1904–1909: 32. Oberschule „Sieben Schwaben“ in Dresden-Neugruna, Hofmannstraße[18]
- 1905–1906: Artesischer Brunnen in Dresden-Neustadt, Albertplatz
- 1905–1907: König-Georg-Gymnasium in Dresden-Johannstadt
- 1906–1907: Feuerwache Striesen in Dresden-Striesen, Schlüterstraße
- 1906–1907: Joseph-Haydn-Gymnasium (jetzt Martin-Andersen-Nexö-Gymnasium) in Dresden
- 1906–1910: Städtischer Vieh- und Schlachthof in Dresden, Schlachthofring (im Ostragehege, heute Messe Dresden)
- 1907–1908: Gasbehälter III der Gasanstalt Dresden-Reick, Gasanstaltstraße
- 1907–1908: Stadthaus Friedrichstadt in Dresden-Friedrichstadt, Löbtauer Straße
- 1907–1908: Wasserwerk Hosterwitz in Dresden-Hosterwitz, Wasserwerkstraße
- 1907–1910: Klärwerk Kaditz in Dresden-Kaditz
- 1910–1911: Wohnbebauung der Krenkel-Stiftung in Dresden-Löbtau, Klingestraße[19][20]
- 1910–1914: Stadthaus Johannstadt (heute Sparkassengebäude) in Dresden-Johannstadt, Güntzplatz
- 1911–1912: Wolfshügelturm (auch „Erlweinturm“), Aussichtsturm auf dem Wolfshügel in der Dresdner Heide
- 1911–1913: Gaststätte „Italienisches Dörfchen“ in Dresden-Altstadt, Theaterplatz
- 1911–1914: Hans-Erlwein-Gymnasium in Dresden-Gruna, Eibenstocker Straße
- 1912: Städtisches Obdachlosen-Asyl (heute Wohnanlage Erlweinhof) in Dresden-Pieschen, Altpieschen[21]
- 1913–1914: Städtisches Lagerhaus, sog. Erlweinspeicher (heute Maritim-Hotel), in Dresden-Altstadt, Devrientstraße
- 1913–1915: Romain-Rolland-Gymnasium in Dresden-Neustadt, Weintraubenstraße
- 1913–1915: Pestalozzi-Gymnasium in Dresden-Pieschen, Pestalozziplatz[22]
- 1913–1916: Feuerwache Neustadt in Dresden-Neustadt, Louisenstraße
- 1914–1916: Berufsschule (heute Berufliches Schulzentrum „Prof.-Dr.-Zeigner“) in Dresden-Neustadt, Melanchthonstraße[23]

weitere (undatierte) Wohnbauten
- Johann-Meyer-Häuser[24] der Dr.-Krenkel- und Johann-Meyer-Stiftung in Dresden-Löbtau, Dölzschener Straße[19]
- an der Bürgerstraße in Dresden-Pieschen[25]
- an der Industriestraße in Dresden-Trachau[26]
- an der Wilder-Mann-Straße in Dresden-Trachau[26]

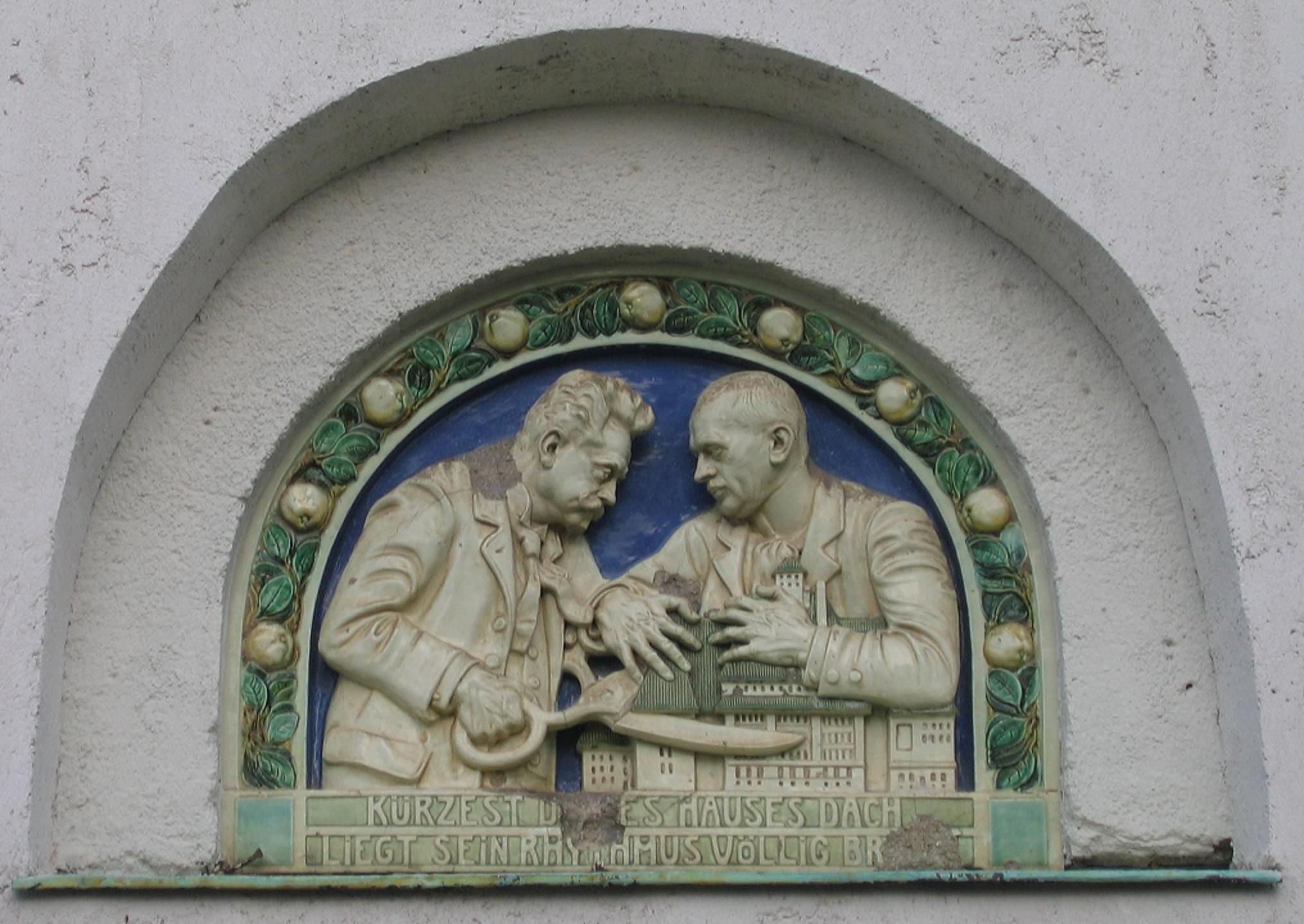
Relief am Gymnasium Dresden-Cotta
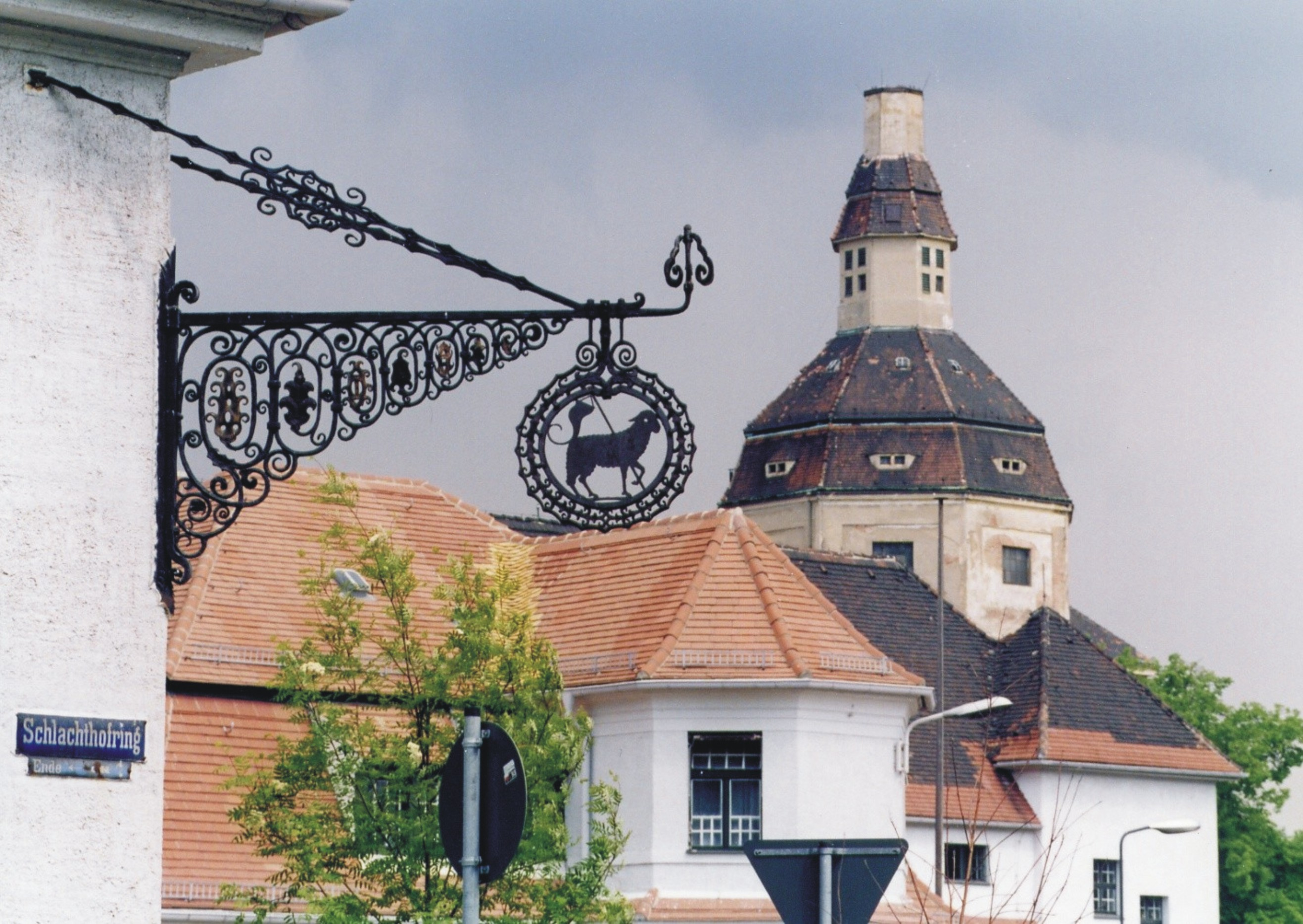
Städtischer Vieh- und Schlachthof
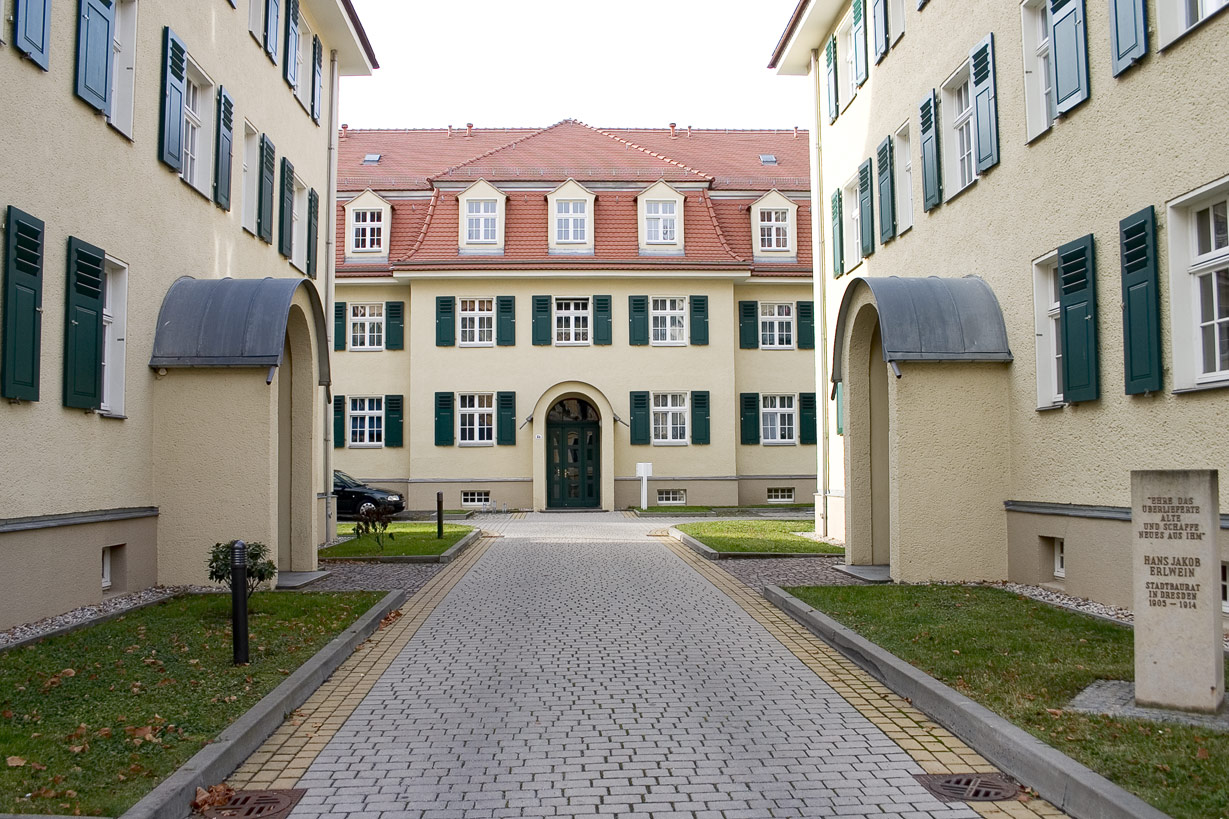
Wohnhäuser mit Stele für Erlwein in Dresden-Löbtau
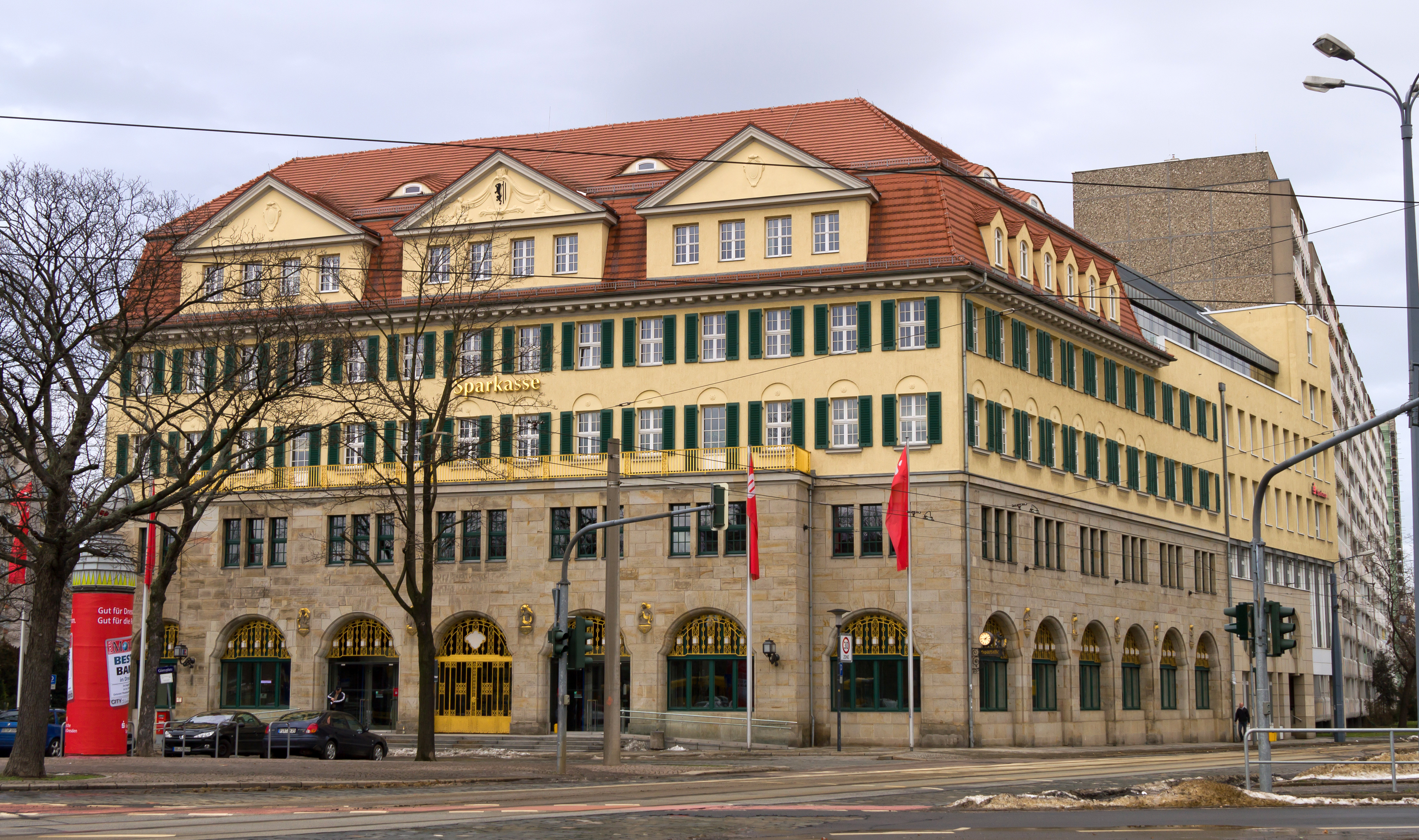
Sparkassenhaus Dresden
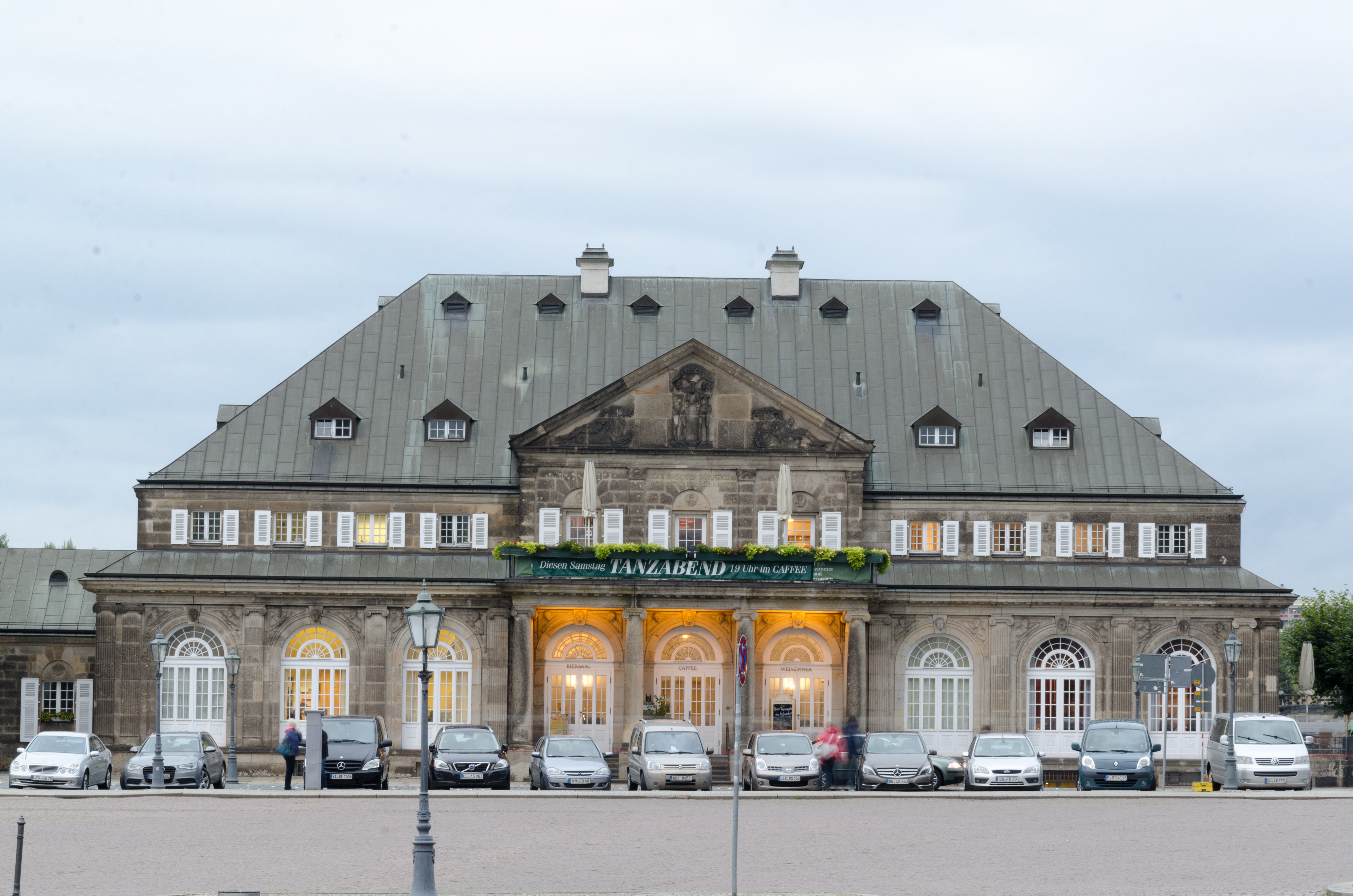
„Italienisches Dörfchen“
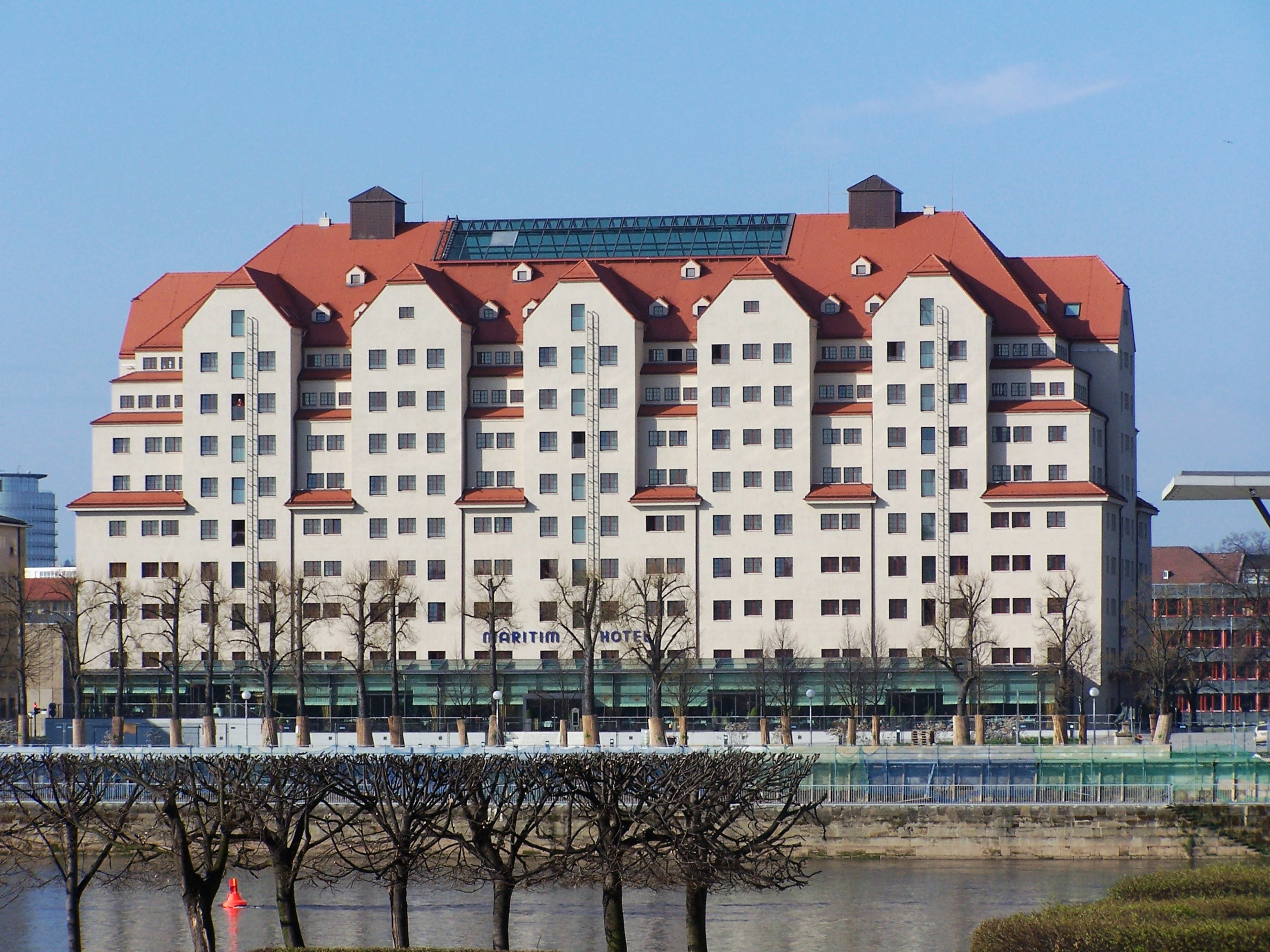
Erlweinspeicher, nach der Renovierung als Hotel genutzt

Beim Luftangriff auf Dresden am 13. Februar 1945 zerstörte Gebäude:
- 1903–1909: Altstädter Höhere Mädchenschule (AHM) in der Altstadt, Zinsendorfstraße
- 1905–1907: Gebäude der Sparkasse in der Altstadt, Schulgasse
- 1913–1914: Wohn- und Geschäftshaus mit Neuer Löwenapotheke in der Altstadt, Altmarkt / Wilsdruffer Straße
- 1913–1914: Wohn- und Geschäftshaus Beutlerhaus in der Altstadt, Altmarkt[27]
- 1914–1916: Städtisches Kunstausstellungsgebäude beim Ausstellungspalast am Großen Garten, Straßburger Platz
- undatiert: öffentliche Bedürfnisanstalt auf der Bürgerwiese in Dresden-Altstadt

Nach Erlweins Entwürfen wurde außerdem eine Umgestaltung des Inneren der Sophienkirche vorgenommen.

### Schriften
- Einfache städtische Nutzbauten in Dresden. (= Flugschrift zur Ausdruckskultur. Band 107). Dürerbund, o. O. 1913.
- Das italienische Dörfchen in Dresden. (= Die Architektur des XX. Jahrhunderts, Sonderheft 12.) Wasmuth, Berlin 1913.

## Erlweinpreis
Seit 1997, anlässlich Erlweins 125. Geburtstag, vergibt die Landeshauptstadt Dresden anfangs alle zwei Jahre, seit 2004 alle vier Jahre einen Architekturpreis, den Erlweinpreis.
Preisträger
- 1997: Dieter Schempp, Tübingen, für das neue Verwaltungsgebäude der Berufsgenossenschaft für Gesundheit und Wohlfahrtspflege an der Bürgerwiese[29]
- 1999: Büro Stephan Hänel und Katrin Tauber, Dresden für den Um- und Neubau des Lehr- und Hörsaalgebäudes der Hochschule für Technik und Wirtschaft und die Architektengruppe Kaplan, Matzke, Schöler und Schrader, Dresden für die Rekonstruktion der im Krieg zerstörten Villa Eschebach
- 2001: Architektengemeinschaft Ulf Zimmermann für den Umbau eines Wohnhochhauses an der St. Petersburger Straße zum Studentenwohnheim und das Architektur- und Stadtplanungsbüro h.e.i.z.Haus (Dresden) für den Wetterradarturm Dresden-Klotzsche
- 2004: Matthias Höhne und Olaf Langenbrunner für den Neubau einer Behindertenwerkstatt der Lebenshilfe auf der Schleswiger Straße in Dresden-Stetzsch
- 2008: Architektengemeinschaft Heinle, Wischer und Partner und der Bauherr, die Zoo Dresden GmbH, für ihr Objekt Futtermeisterei und Heuscheune des Zoologischen Gartens Dresdens
- 2012: Schubert Horst Architekten Partnerschaft, Dresden, für das Haus der Stille im Krankenhaus Dresden-Friedrichstadt
- 2016: ARGE Rieger Architektur GbR und ASD Architektur und Ingenieurbüro, Dresden, für die Komplexe Sanierung des Schulgebäudes, den Erweiterungsbau und den Neubau einer Turnhalle der 81. Grundschule "Robert Weber", Robert-Weber-Straße 5[30]

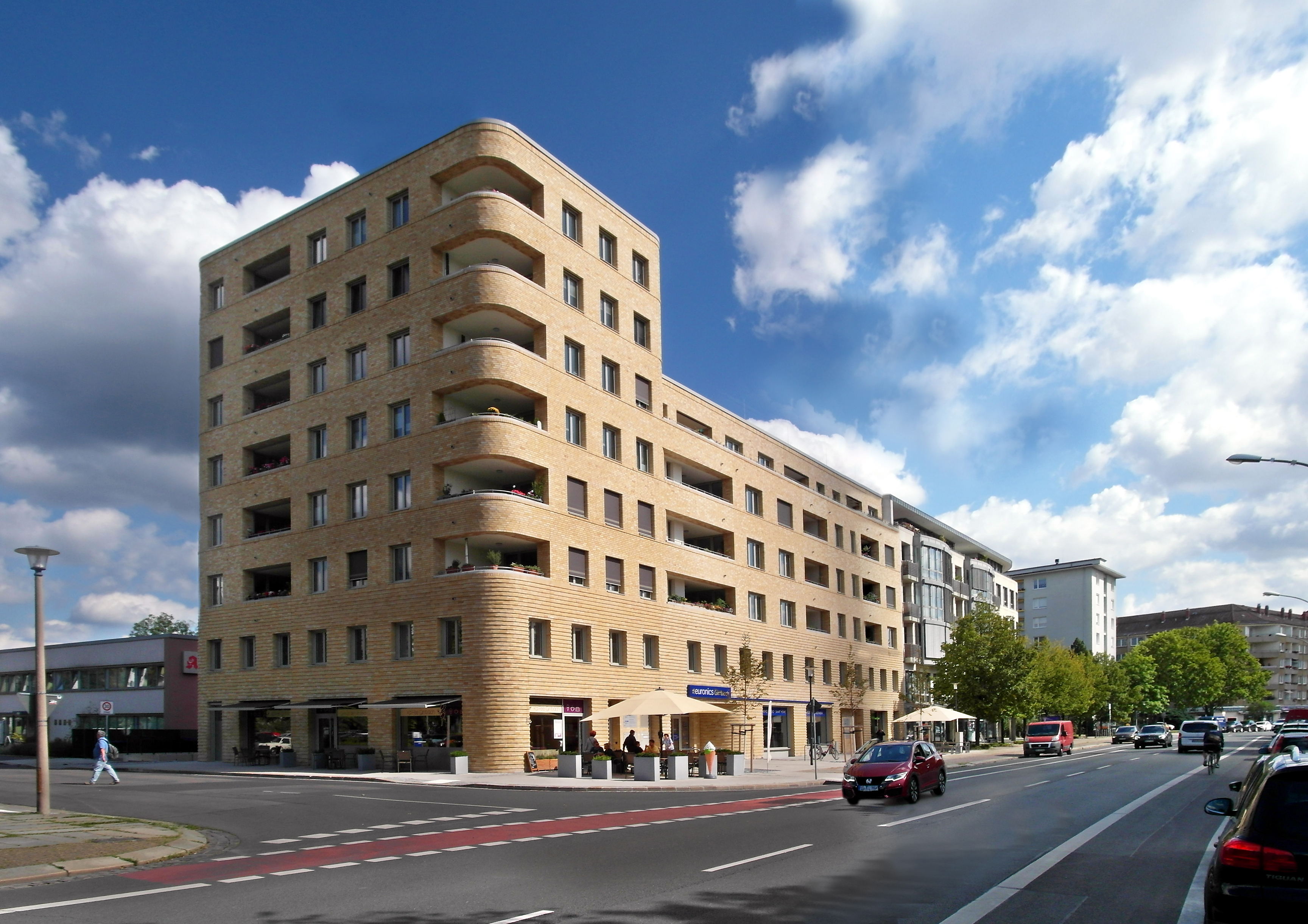
Preisträger-Gebäude 2022

- 2020: Architekturbüros Peter Zirkel Gesellschaft von Architekten, Dresden für das Wohn- und Geschäftshaus Johannstadt, Striesener Straße 31–33 (Bauherr: Wohnungsgenossenschaft Dresden-Johannstadt)[31]
- 2024: Alexander Poetzsch Architekten BDA, Dresden für den Umbau der ehemaligen Schokoladenfabrik Dresden-Johannstadt, Hopfgartenstraße 1a zum integrativen Familienzentrum (Bauherr: Deutscher Kinderschutzbund e. V., Ortsverband Dresden)[32]

## Sonstiges
Nach Hans Erlwein ist der Erlweinputz benannt.